# L'Axone
L'Axone er en indendørs arena i Montbéliard, Frankrig, med plads til 6500 tilskuere.
Ved EM i håndbold 2018 for kvinder skal der blandt andet spilles kampe i denne arena.